# Médiafor
Médiafor a été une association loi de 1901 créée en 1994 et basée à Paris, qui fonctionnait sous le régime du paritarisme. Elle a été jusqu'en décembre 2011 un organisme paritaire collecteur agréé (OPCA) par l’État, chargé de mettre en œuvre la politique de formation définie par les partenaires sociaux du secteur de la presse écrite. 
Sa principale mission a été de financer les actions de formation des salariés, en mixant et simplifiant pour eux les dispositifs mis en place depuis 2001 : contrat de professionnalisation, DIF, plan de formation, CIF.
Médiafor a réalisé en 2007 une collecte de 25 millions d’euros environ, auprès de 2 628 entreprises adhérentes, employant environ 72 000 salariés. Au printemps 2009, un premier budget spécifique de 1,5 million d'euros a été collecté pour les journalistes pigistes.
Dans le cadre de la loi du 24 novembre 2009, qui prévoit la remise en cause de l'ensemble des agréments à la date du 31 décembre 2011, en particulier pour respecter le critère selon lequel un OPCA devra à partir du 1er janvier 2012, atteindre un niveau de collecte d'au moins 100 millions d'euros, les branches professionnelles de Médiafor ont rejoint un autre OPCA, l'Afdas.